# 短刺米槠
短刺米槠（学名：Castanopsis carlesii var. spinulosa）为壳斗科锥属下的一个变种。

## 扩展阅读
- 維基物種上的相關：短刺米槠